# نیک تنر
نیک تنر (انگلیسی: Nick Tanner؛ زادهٔ ۲۴ مهٔ ۱۹۶۵) بازیکن فوتبال سابق انگلستان است که قبل از اینکه به‌طور حرفه‌ای برای بریستول روورز بازی کند، برای چند باشگاه دیگر بازی کرده بود.
از باشگاه‌هایی که در آن بازی کرده‌است می‌توان به باشگاه فوتبال سوئیندون تاون، باشگاه فوتبال نوریچ سیتی و باشگاه فوتبال لیورپول اشاره کرد.